# Pierre Camille Galmiche
Pour les articles homonymes, voir Galmiche.
Pierre Camille Galmiche, né le 25 avril 1924 à Metz et mort le 8 septembre 2002 à Nice, est un magistrat français.

## Biographie

### Jeunesse et études
Pierre Camille Galmiche,  né à Nice, est le fils du général Marie-Olivier Galmiche. Il étudie au collège Stanislas puis à la faculté de droit de Paris et à l'École libre des sciences politiques "Sciences Po" où il obtient sont doctorat en droit,. 

### Carrière

#### Parcours professionnel
Il débute à Paris en octobre 1946 comme attaché stagiaire à la cour de cassation. Nommé Juge suppléant au Ressort de la cour de Dijon en 1949 et Paris en 1950.  
Promu juge de classe 3 en 1952 puis juge d'instruction au tribunal de première instance d'Autun. 
En 1954, il est affecté à  Provins puis Melun en 1958.  
En 1961, Il représente le ministère public en tant que procureur du tribunal de première instance de Constantine,. 

#### Affaires notoires et dossiers sensibles
Lors de son installation officielle à Bordeaux par le préfet de région Verger, l'avocat général évoque les affaires délicates de par la qualités des justiciables mis en cause.
Initiation du dossier Catastrophe du boulevard Lefebvre en 1964 en tant que juge d'instruction au tribunal de première instance de la Seine.
Promu en 1969 premier juge d'instruction au même tribunal, il traite plusieurs affaires politiques :
- Comité d'action civique de l'ORTF concernant le retour des grévistes à la télévision[7],[8],[9];

- Inculpations de Jean-Paul Sartre et Simone de Beauvoir[10],[11],[12] pour insultes à la police écrites dans son journal La Cause du Peuple [13]. L'expression de Charles de Gaulle On n'arrête pas Voltaire[14] semble avoir influencer le juge qui a prononcé un non-lieu en septembre 1971[15].
- Inculpation d'Alain Geismar à la suite du meeting du 25 mai 1970[16]. Celui-ci fait la grève de la faim à la prison de Fresnes[17],[18].
- Aranda[19],[20] est défendu par René Floriot[21]qui souhaite négocier avec le juge Galmiche[22]. Albin Chalandon est convoqué et entendu comme témoin par Pierre Galmiche, premier juge d'instruction chargé de l'affaire[23],[24]. Aranda change d'avocat et prend  Roland Dumas[25] qui obtient un non-lieu et une amende de 300 francs pour complicité de diffamation envers le ministère de l'Équipement[26],[27];
- Journal Minute vs Le Nouvel Observateur[28];
- Dossier Mahmoud Hamchari, il traite ce dossier en 1972-1973[29] et malade, le transmet au juge Jean Pascal[30];
- Dossier Gorel, ancien trésorier de l'OAS,assassiné. Dossier transmis à ses successeurs Alain Bernard et Hubert Pinsseau[31],[32].

Il continue sa carrière en 1973 comme conseiller à la cour d’appel de Paris et inspecteur des services judiciaires,.

#### Fin de carrière
En 1976, il est nommé procureur général près la cour d’appel de Basse-Terre, en 1980 procureur général près la cour d’appel de Bordeaux. 
En 1985, Il est remplacé par le procureur général Claude Jorda,et termine sa carrière en 1985 à Rennes,où il assiste à la prise d'otages de magistrats par Khalki.
Le procureur général fait valoir ses droits à la retraite à Rennes en 1989.

## Décorations
- Officier de la Légion d'honneur [40]
- Commandeur de l'ordre national du Mérite[36]
- Chevalier des Palmes académiques[2].